# Daveluyville
Daveluyville är en stad (kommun av typen ville) och tätort (centre de population) i provinsen Québec i Kanada. Den ligger i regionen Centre-du-Québec, i den sydöstra delen av landet, 290 km öster om huvudstaden Ottawa.